# Chico Serra
Francisco "Chico" Serra (São Paulo, 3 februari 1957) is een voormalig Formule 1 coureur uit Brazilië. Hij won in 1979 de British F3. Hij deed mee in 33 grand prix en haalde daarbij 1 punt. Hij racete voor Fittipaldi en voor Arrows. Hij racet tegenwoordig in de Copa NEXTEL Stock Car. Hij won dat kampioenschap in 1999, 2000 en 2001.